# Чадуниани
Чадуниани (груз. ჩადუნიანი) — село в Грузии, в муниципалитете Лагодехи края Кахетия. 

## География
Село расположено в восточной части края, в 15 километрах по прямой к юго-западу от центра муниципалитета Лагодехи. Высота центра — 230 метров над уровнем моря.

## Население
По данным переписи населения 2014 года, в селе проживало 729 человек.
| Год  | Население | Мужчины | Женщины |
| ---- | --------- | ------- | ------- |
| 2002 | 889       | 417     | 472     |
| 2014 | 729       | 359     | 370     |